# 狭叶小檗
狭叶小檗（学名：Berberis graminea）是小檗科小檗属的植物，为中国的特有植物。分布于中国大陆的四川等地，生长于海拔3,000米至3,600米的地区，见于山地草坡和松林下，目前尚未由人工引种栽培。